# Rhimphoctona macrocephala
Rhimphoctona macrocephala är en stekelart som först beskrevs av Léon Abel Provancher 1874.  Rhimphoctona macrocephala ingår i släktet Rhimphoctona och familjen brokparasitsteklar. Inga underarter finns listade i Catalogue of Life.